# Емельянов, Василий Семёнович
Васи́лий Семёнович Емелья́нов (1901—1988) — советский учёный, металлург, а также атомщик, и государственный деятель, председатель Государственного комитета Совета Министров СССР по использованию атомной энергии (1960—1962). Доктор технических наук, профессор, член-корреспондент АН СССР. Герой Социалистического Труда (1954). Лауреат двух Сталинских премий (1942, 1951).

## Биография
Родился 30 января (12 февраля) 1901 года в Хвалынске (ныне Саратовская область) в семье плотника. Вскоре семья переехала в поселок Балаханы под Баку. Как рассказывал сын В. С. Емельянова: "Под Баку мой дед работал плотником на строительстве деревянных опор для нефтяных вышек. Однако его заработной платы едва хватало для того, чтобы прокормить семью из пяти человек. Отец вспоминал, что уже утром он начинал думать о том, скоро ли настанет время обеда, а после обеда думал о том, скоро ли можно будет заснуть и не думать о еде". Неграмотный отец Василия Семеновича Емельянова, увидев у сына тягу к чтению, поощрял его интерес к знаниям и тот сумеет поступить на бесплатное место в первом классе реального училища в Сураханах.
Активный участник Гражданской войны в России: воевал в составе отрядов Бакинской коммуны, после её падения был на подпольной работе в Баку, с 1920 по 1921 годы служил в Красной Армии. Член РКП(б) с 1919 (8?)года. 
В 1921 году демобилизован и откомандирован в Москву на учебу. В 1928 году окончил Московскую горную академию (МГА) по специальности инженер-металлург. В одной комнате с ним в общежитии жили будущий нарком черной металлургии И.Т. Тевосян и будущий писатель А.А. Фадеев. Еще до завершения учебы включился в научную работу под руководством профессора Н.П. Чижевского, затем станет сотрудником лаборатории электрометаллургии профессора К.П. Григоровича.
В 1928—1931 годах — ассистент МГА, преподаватель Московского института стали. Разработанный Емельяновым технологический процесс производства ферромарганца был положен в основу проекта Запорожского завода ферросплавов.
В 1931—1932 годах — заместитель директора «Спецстали» в Москве.
В 1932—1934 годах — уполномоченный НКТП СССР на заводах Круппа в Эссене, Германия.
В 1934—1935 годах — уполномоченный наркомата тяжёлой промышленности на заводах Круппа в Берлине, Германия.
В 1935—1937 годах — технический директор Челябинского завода ферросплавов. 
В 1937—1939 годах — заместитель главного инженера, главный инженер, начальник 7-го Главного управления (броневая сталь) наркомата оборонной промышленности СССР.
В 1939—1940 годах — начальник Главного управления наркомата судостроительной промышленности СССР.
В 1940—1943 годах — заместитель председателя, в 1943—1946 годах — председатель Всесоюзного комитета по стандартизации при Совете народных комиссаров СССР.
В 1946—1953 годах — начальник научно-технического отдела — заместитель начальника Первого главного управления при СМ СССР.
В 1948—1984 годах одновременно с государственной деятельностью находился на преподавательской работе — заведующий кафедрой Спецметаллургии Московского механического института боеприпасов (ММИБ), которая в 1955 году стала кафедрой Металлургии специальных и радиоактивных материалов Московского инженерно-физического института (МИФИ).
В 1953 году избран членом-корреспондентом АН СССР по Отделению технических наук (металлургия).
В 1953—1955 годах — начальник научно-технического управления министерства среднего машиностроения СССР.
В 1955—1957 годах — заместитель министра среднего машиностроения СССР по новой технике; одновременно в 1955—1965 годах — член Научно-консультативного комитета при ООН.
В 1957—1960 годах — начальник Главного управления по использованию атомной энергии при Совете Министров СССР, одновременно в 1957—1959 годах — постоянный представитель СССР при Международном агентстве по атомной энергии. Чрезвычайный и Полномочный Посол СССР.
В 1960—1962 годах — председатель Государственного комитета Совета Министров СССР по использованию атомной энергии.
В 1962—1965 годах — заместитель председателя Государственного комитета Совета Министров СССР по использованию атомной энергии.
В 1965 году официально вышел на пенсию, однако продолжал активную научную, преподавательскую и общественную деятельность, а также стал много заниматься литературным трудом (писал мемуары, монографии, учебники, научно-популярные и пропагандистские работы, публикации в журналах по проблемам науки и разоружения). 
С 1966 году — председатель Комиссии по научным проблемам разоружения АН СССР.
В 1978—1988 годах — член Государственного комитета Совета Министров СССР по науке и технике.
В 1961—1966 годах являлся кандидатом в члены ЦК КПСС.
Умер 27 июня (июля?) 1988 года. Похоронен в Москве на Троекуровском кладбище.
По случаю 100-летия со дня рождения В. С. Емельянова руководство атомной промышленности РФ провело заседание, а в МИФИ состоялась научная сессия памяти ученого. Там же была организована выставка, посвященная его научной деятельности.
Женился в 1923, овдовел в 1979.
Сын — Юрий (род. 1937), дочь — Надежда (1928—1999).

## Сочинения
- Емельянов В. С. Атом и мир. — 2-е изд., перераб. и доп. — Москва: Атомиздат, 1967. — 374 с.
- Емельянов В. С. О времени, о товарищах, о себе. — Москва: Советская Россия, 1968. — 361 с. — (Рассказы бывалых людей).
- Емельянов В. С., Евстюхин А. И. Металлургия ядерного горючего: Свойства и основы технологии урана, плутония и тория [Учебник для инженерно-физических и металлургических вузов и факультетов]. — 2-е изд., перераб. и доп. — Москва: Атомиздат, 1968. — 483 с.
- Емельянов В. С. На пороге войны. — Москва: Советская Россия, 1971. — 235 с. — (Годы и люди).
- Емельянов В. С. и др. Молибден в ядерной энергетике / Емельянов В. С., Евстюхин А. И., Шулепов В. И. и др.; Под ред. чл.-кор. АН СССР В.С. Емельянова и засл. деят. науки и техники РСФСР, проф. А. И. Евстюхина. — М.: Атомиздат, 1977. — 160 с.
- Емельянов В. С. С чего начиналось. — Москва: Советская Россия, 1979. — 314 с.
- Емельянов В. С. На заре новой жизни: Из воспоминаний старого бакинца. — Баку: Азернешр, 1979. — 251 с.
- Емельянов В. С. О нейтронном оружии. — М.: Издательство агентства печати "Новости", 1982. — 53 с.
- Емельянов В. С. Проблемы нераспространения ядерного оружия. — М.: Наука, 1982. — 103 с. — (Международный мир и разоружение).
- Емельянов В. С., Евстюхин А. И., Шулов В. А. Теория процессов получения чистых металлов, сплавов и интерметаллидов [учебное пособие для студентов инженерно-физических и металлургических специальностей вузов]. — Москва: Энергоатомиздат, 1983. — 143 с.
- Емельянов В. С. О возможности "случайной" ядерной войны. — М.: Наука, 1985. — 73 с.
- Емельянов В. С. О науке и цивилизации: Воспоминания, мысли и размышления ученого / Отв. ред. И. Г. Усачёв. — М.: Мысль, 1986. — 240, [32] с.
- Большое количество публикаций в журналах и сборниках научных трудов, брошюр, статей в прессе; некоторые книги переведены на иностранные языки и издавались за рубежом.

## Награды и звания
- Герой Социалистического Труда (4 января 1954)
- четыре ордена Ленина (29 октября 1949, 21 августа 1953, 4 января 1954, 11 февраля 1961)
- орден Октябрьской революции (12 февраля 1971)
- пять орденов Трудового Красного Знамени (29 сентября 1939, 31 июня 1945, 23 февраля 1951, 11 сентября 1956, 17 сентября 1975)
- орден Дружбы народов (7 апреля 1981)
- орден Красной Звезды (28 октября 1967)
- ряд медалей СССР
- Сталинская премия III степени (10 апреля 1942) — за разработку технологии производства литых танковых башен
- Сталинская премия (1951)
- Золотая медаль имени Д. К. Чернова АН СССР (1985) — за монографии «Молибден в ядерной энергетике», «Металлургия ядерного горючего», «Теория процессов получения чистых металлов, сплавов и интерметаллидов»